# Hydata oxytona
Hydata oxytona är en fjärilsart som beskrevs av Louis Beethoven Prout 1933. Hydata oxytona ingår i släktet Hydata och familjen mätare. Inga underarter finns listade i Catalogue of Life.